# Donnybrook (Południowa Afryka)
Donnybrook – osada w Południowej Afryce, w prowincji KwaZulu-Natal, w dystrykcie Harry Gwala. Wieś jest oddalona około 80 km od Pietermaritzburgu. Nazwa pochodzi od dzielnicy Dublina, a została nadana przez Roberta Comrie, właściciela gospodarstwa, na którego terenie założono miejscowość. Do połowy lat osiemdziesiątych znajdowała się tutaj stacja kolejki wąskotorowej Umzinto–Donnybrook.